# خلنج راسيل
خلنج راسيل (بالإنجليزية: Erica Russell)‏ هي رسامة رسوم متحركة نيوزيلندية، ولدت في 1951 في نيوزيلندا.

## وصلات خارجية
- خلنج راسيل على موقع IMDb (الإنجليزية)
- خلنج راسيل على موقع قاعدة بيانات الفيلم (الإنجليزية)